# Bahnbetriebswerk Ludwigshafen
Das Bahnbetriebswerk Ludwigshafen (Kurzform Bw Ludwigshafen) ist ein Bahnbetriebswerk in Ludwigshafen am Rhein, das seinen Anfang in den 1840er Jahren im Zuge der Errichtung der Pfälzischen Ludwigsbahn von Ludwigshafen nach Bexbach nahm. In seiner Geschichte folgten mehrere Um- und Neubauten. Im Zuge der Elektrifizierung der aus der Ludwigsbahn hervorgegangenen Bahnstrecke Mannheim–Saarbrücken und der anschließenden Verlegung des Ludwigshafener Hauptbahnhofs verlor es jedoch an Bedeutung. Es befindet sich derzeit im Besitz von DB Regio Mitte und ist vor allem für die Abwicklung des Eisenbahnverkehrs im Rhein-Neckar-Raum zuständig.

## Lage
Die Anlagen des Werks befinden sich im südlichen Bereich des Ludwigshafener Hauptbahnhofs und haben die Adresse Oskar-Vongerichten-Straße 7b.

## Geschichte

### Anfänge
Im Zuge der Planungen der Pfälzischen Ludwigsbahn wurde mit Gründung der Bayerischen Eisenbahngesellschaft der Pfalz/Rheinschanz-Bexbacher-Bahn am 20. März 1838 festgelegt, dass die Rheinschanze, aus der sich in den Folgejahren die Stadt Ludwigshafen am Rhein entwickelte, den östlichen Endpunkt der Strecke bilden sollte.
Bereits während des Baus der Strecke entstanden in den Jahren 1845 und 1846 vor Ort Wartungsanlagen. Zwischen Ludwigshafen und Neustadt einschließlich der Zweigstrecke Schifferstadt–Speyer fand die Streckeneröffnung am 11. Juni 1847 statt, ehe am 25. August 1849 die gesamte Strecke bis Bexbach befahrbar war. Das Eisenbahnnetz in der Vorderpfalz wuchs in den Folgejahrzehnten kontinuierlich. Bereits 1853 wurde Ludwigshafen südlicher Endpunkt der aus Mainz kommenden Strecke, und 1867 fand der Lückenschluss nach Mannheim statt. Aus diesem Grund mussten die Werkstätten aus der Anfangszeit aufgegeben werden. So entstanden beispielsweise 1872 eine Wagenwerkstatt und in den Jahren 1895 und 1896 eine Werkstatt für Lokomotiven. Letztere umfassten zwei 32-ständige Lokschuppen. Hinzu kamen insgesamt vier Drehscheiben – zwei je Lokschuppen –, deren Durchmesser 17 beziehungsweise 23 Meter betrug, und ein Wasserturm, der bis zu 100.000 Liter fasste.

### Weitere Entwicklung
Während der Zeit der Pfälzischen Eisenbahnen war das Werk neben seinesgleichen in Kaiserslautern und Neustadt eines von drei selbstständigen Werken innerhalb der damaligen Pfalz. Später unterstand es außerdem der Maschineninspektion – abgekürzt MI genannt – in Ludwigshafen. Von 1900 bis 1926 waren Schnellzugloks der Baureihe P 3.I vor Ort beheimatet.
Im Ersten Weltkrieg wurde ein Teil des Lokpersonals an den Landauer Hauptbahnhof versetzt. Dies veranlasste die 1920 gegründete Deutsche Reichsbahn schließlich, dort 1921 ein neues Werk zu errichten, das anfangs eine Außenstelle des Pendants in Neustadt bildete.

### 1920er und 1930er Jahre
1922 erfolgte die Eingliederung des Werks in die neu gegründete Reichsbahndirektion Ludwigshafen. 1933 waren in ihm insgesamt 95 Dampflokomotiven stationiert, darunter solche der Baureihe 18.4. Zwei Jahre später kamen außerdem solche der Baureihe 03 hinzu. Im Zuge der Auflösung der Ludwigshafener Direktion wechselte es zum 1. April 1937 in den Zuständigkeitsbereich der Direktion Mainz. Es trug damals die offizielle Abkürzung „Lu“ und unterstand dem Maschinenamt Ludwigshafen. Dependancen – damals Lokomotivbahnhöfe genannt – befanden sich in den Bahnhöfen Speyer sowie in Frankenthal und Meckenheim für die Schmalspurbahnen nach Frankenthal, Großkarlbach und Meckenheim. Darüber hinaus besaß es während dieser Zeit eine Wagenausbesserung und hatte Kraftwagen zugeteilt bekommen. Im April 1939 beschäftigte es mehr als 600 Mitarbeiter und war entsprechend der Kategorie E zugeordnet. 1941 sank deren Anzahl kriegsbedingt auf 530 Mitarbeiter herab.

### Nachkriegszeit (1945–1963)
Die Deutsche Bundesbahn gliederte das Werk nach dem Zweiten Weltkrieg in die Bundesbahndirektion Mainz ein, der sie das gesamte Bahnnetz innerhalb des neu geschaffenen Bundeslandes Rheinland-Pfalz zuteilte. Am 19. Mai 1952 wurden die Lokbahnhöfe zu Außenstellen umgezeichnet. In den 1950er Jahren wurden dem Betriebswerk drei schmalspurige Diesellokomotiven der neuen Baureihe V 29 zugeteilt, mit der die von der Stilllegung bedrohte Strecke nach Meckenheim gerettet werden sollte. Die Anschlussstrecken nach Frankenthal und Großkarlbach waren bereits vor dem Krieg eingestellt worden. Dennoch ereilte die Meckenheimer Strecke zwei Jahre später dasselbe Schicksal. Nachdem eine dieser Loks auf der 1956 ebenfalls stillgelegten Lokalbahn Speyer–Neustadt ein kurzes Zwischenspiel absolviert hatte, wurden sie an die bayerische Walhallabahn abgegeben. Ebenfalls von kurzer Dauer war die Zeit der Akkumulatorentriebwagen der DB-Baureihe ETA 150 in Ludwigshafen. Am 16. Juni wurde ETA 150 005 dem Werk zugeteilt, ETA 150 012 folgte am 14. August. Beide dienten als Ersatz für die beiden vor Ort stationierten Wittfeld-Akkumulatortriebwagen. Bereits im September des Folgejahres wurden sie nach Worms abgegeben.
Zwar blieb die Stelle von der nach dem Zweiten Weltkrieg einsetzenden Schließungswelle von Bahnbetriebswerken verschont, jedoch büßte es in der Folgezeit seine einstige Bedeutung ein. Eine wesentliche Rolle spielte dabei die Elektrifizierung der Bahnstrecke Mainz–Ludwigshafen und der aus der Pfälzischen Ludwigsbahn hervorgegangenen Bahnstrecke Mannheim–Saarbrücken um 1960. Anfang der 1960er Jahre verlor das Werk die Baureihen 01 und 03. Die Dampflokomotive 01 008 wechselte beispielsweise nach Kaiserslautern.
Am 31. Dezember 1962 beherbergte es 31 Dampflokomotiven; hinzu kamen insgesamt 16 Dieselloks, die für Rangierfahrten eingesetzt wurden. Bereits am 1. Oktober 1963 war das Neustadter Werk nur noch eine Außenstelle seines Ludwigshafener Pendants und wurde nach der Umbeheimatung seiner Loks nach Ludwigshafen ganz geschlossen.

### Entwicklung seit der Verlegung des Ludwigshafener Hauptbahnhofs
Mit dem ab 1962 erfolgten Umbau des Ludwigshafener Hauptbahnhofs, der 1969 in Betrieb genommen wurde, wurde das Werk faktisch neu errichtet. Im Zuge der schrittweisen Auflösung der Mainzer Direktion Anfang der 1970er Jahre wechselte das Werk zudem in den Zuständigkeitsbereich der Bundesbahndirektion Karlsruhe. In der Folgezeit erhielt es – teilweise aus Landau kommend – Dieselloks der Baureihe V 160.
Zusammen mit seinem Pendant in Kaiserslautern ist es seit Schließung der Landauer Stelle in den 1980er Jahren eines von zwei verbliebenen Bahnbetriebswerken innerhalb der Pfalz.  Ab 1986 war es für die Dauer von rund anderthalb Jahrzehnten zunächst ausschließlich für Wagen zuständig. Dennoch waren ihm während dieser Zeit einige Elektrolokomotiven der Baureihen 143 und 146 stationiert.
Im Zuge der Eröffnung der S-Bahn Rhein-Neckar Ende 2003 wurde es Heimat von Triebwagen der Baureihe 425 sowie für deren für den S-Bahn-Betrieb eingesetzten Subtyp 425.2. Darüber hinaus ist es seither für Dieseltriebwagen der Baureihe 628 zuständig. Offiziell ist das Werk inzwischen ein „Betriebshof“ der DB Regio und trägt die Kurzbezeichnung „RL“.

## Einsatzgebiet
In den ersten Jahrzehnten seines Bestehens war das Werk, für die Pfälzische Ludwigsbahn zuständig, die Stichstrecke nach Speyer sowie zwischen Ludwigshafen und Worms zuständig. Nachdem das Bahnnetz innerhalb der Vorderpfalz durch die Verlängerung der Bahn nach Speyer im Jahr 1864 bis Germersheim und 1876 bis Wörth weiter wuchs und weitere Strecken wie die Bahnstrecke Freinsheim–Frankenthal und die Eistalbahn hinzukamen, vergrößerte sich der Aktionsradius entsprechend. Nachdem letztere 1932 bis nach Enkenbach verlängert worden war, verlängerte sich der dortige Einsatzschwerpunkt deutlich zugunsten des Kaiserslauterer Werks. Darüber hinaus war es ab den 1890er Jahren für die Unterhaltung des Wagenparks des schmalspurigen Bahnnetzes, das sich von Meckenheim über Ludwigshafen und Frankenthal bis nach Großkarlbach erstreckte.
Ende der 1950er Jahre erstrecke sich sein Einzugsgebiet von Karlsruhe über Mainz und Wiesbaden bis nach Dortmund. Zu den befahrenen Strecken gehörten unter anderem die Bahnstrecken Winden–Karlsruhe, Schifferstadt–Wörth, Rheydt–Köln-Ehrenfeld, Duisburg–Dortmund, die Alsenztalbahn, die Pfälzische Maximiliansbahn, die linke sowie die Rechte Rheinstrecke und die Linksniederrheinische Strecke.